# San Lucas (Guanajuato)
San Lucas es una localidad del estado mexicano de Guanajuato. Es parte del municipio de Jerécuaro.

## Toponimia
El nombre de la población hace referencia al santo patrono de la localidad: Lucas el Evangelista.

## Demografía
| Gráfica de evolución demográfica |
|                                  |

| Censo | Población |
| ----- | --------- |
| 1900  | 816       |
| 1910  | 1 457     |
| 1921  | 824       |
| 1930  | 852       |
| 1940  | 910       |
| 1950  | 1 004     |
| 1960  | 1 147     |
| 1970  | 1 102     |
| 1980  | 1 147     |
| 1990  | 1 552     |
| 2000  | 1 537     |
| 2010  | 1 396     |
| 2020  | 1 324     |